# アメリカ大使館爆破事件 (1998年)
アメリカ大使館爆破事件（アメリカたいしかんばくはじけん）は、ケニアとタンザニアにおかれたアメリカ合衆国の大使館が爆破された爆弾テロ事件である。この事件は国際テロ組織アルカーイダが関与したと断定したアメリカは、ミサイルによってスーダンとアフガニスタンを攻撃した。

## 事件の経緯
1994年、テロリストはケニアの首都ナイロビに福祉団体「ヘルプ・アフリカ・ピープル」というNGO系の事務所を開設した。彼らはこの事務所を隠れ蓑とし、大使館攻撃の準備を行っていたと考えられている。事件の前にはトラック爆弾を具体的に知らせる密告、警備責任者から自動車テロ対策の脆弱性の指摘があったが、在ケニア大使からの報告に対してCIAや国務省の対処はなかった。
1998年8月7日の10時40分（現地時間）、実行犯はアラブ人街のヒルトップホテルに集合し、爆薬を満載したトラックで出発した。トラックはアメリカ大使館の裏手に回り、実行犯1名を降ろした。彼は大使館敷地に手榴弾を投げ込み爆破した。トラックは大使館の正門に回り、手榴弾の爆発を合図に大使館内に突入、同時に爆薬が炸裂してトラックもろとも自爆した。
この自爆攻撃によってビル内にいた大使館員と民間人など213名が殺害され、5000名以上が負傷した。アメリカ大使館自体は非常に丈夫に建設されていたためにたいしたダメージはなかったものの、その反動で爆発の影響が隣の民間ビルに集中しコンクリート製の建物は完全に崩壊した。瓦礫の山となったアメリカ大使館の隣のビルの映像は世界に配信され、多大な衝撃を与えた。
8月7日同時刻、タンザニアの首都ダルエスサラームのアメリカ大使館も同様のトラック攻撃に遭い11人が死亡、77人が負傷した。 
これらの攻撃は「イスラム聖地解放軍」が犯行声明を出した。聖地エルサレムのあるパレスチナを占領するイスラエルと、メッカ・メディナのあるサウジアラビアに湾岸戦争以来駐留している米軍の撤収を命じるもので、1996年にサウジアラビア東部のダーランにある米軍官舎が爆破攻撃され、19名が死亡した事件が思い出された。
ジハード団（EIJ）の幹部メンバー4人が事件の2ヶ月前にCIAの捜査でアルバニアで逮捕され、エジプト当局に引き渡された。このことからアメリカに対し報復テロがあるだろうと警戒されていた中での惨事だった。さらに大使館爆破が8月7日となったのは、湾岸戦争でアメリカ軍が聖地を有するサウジアラビアに駐留を開始した日で、その8年目にあたったことから、ウサーマ・ビン・ラーディンが決定したものであった。ソマリア内戦への報復の意味もあったとされる。イスラム聖地解放軍はEIJが用いた別名に過ぎないが、爆発物の性質から、西側各国はこの事件以来、EIJとウサーマ・ビン＝ラーディンやアイマン・ザワーヒリーのアルカーイダの密接な繋がりに注目することになった。
エジプト大統領ホスニー・ムバーラクはテロ直前の7月14日、エジプト海軍学校の卒業式での講演の中で「世界中がテロの舞台となりうる」と述べたばかりであった。これは国際連合の非難決議を受けてもパレスチナの占領地から撤退しないイスラエルを批判したもので、撤退しない状態が続けば中東にとどまらず、テロリズムその他の暴力行為が増えると指摘したものだったが、発言からわずか20日ほどで現実となり、彼の予言的な発言が注目された。
事件発生後、イスラエル軍が現場に到着して救助作業その他を行い始めたが、それはアメリカ本国からのFBIの到着よりも早かった。イスラエル軍はアメリカ大使館が保有していた機密資料を探しに来たのではないかとも言われている。

## アメリカの報復
アメリカ合衆国大統領ビル・クリントンはアルカーイダ関与の可能性を受け、8月20日に報復攻撃の実行をテレビ演説で発表した。攻撃の対象は、スーダンの首都ハルツーム郊外20kmにありアルカーイダの拠点と断定された化学兵器工場と、アフガニスタンのテロリスト訓練キャンプで、インド洋に展開している海軍艦艇からトマホーク巡航ミサイル数発で攻撃し、目標は完全に破壊された。
明確な証拠も無いままでの独断攻撃によって、クリントンは議会から激しく非難される。特にスーダンはすでにアルカーイダと決別していて、攻撃されたのは薬品とミルクを製造している工場であることがすぐに露呈、しかもスーダンの3分の1の需要をまかなっている重要施設であった。
FBIの捜査によって実行犯の一人である元アメリカ兵のアリ・ムハマドを逮捕した。ムハマドは「ヘルプ・アフリカ・ピープル」に出入りしており、大使館を偵察していたといわれる。彼がビン・ラーディンと共に作戦会議を行ったと証言したため、これを根拠として11月4日にビン・ラーディンを起訴した。
1999年11月15日には国際連合安全保障理事会において国際連合安全保障理事会決議1267が採択され、アフガニスタンを実効支配するターリバーンに対してウサーマ・ビン・ラーディンとその関係者の引き渡しが求められた。しかしターリバーン政権はこれを拒否し、ターリバーン政権に対して経済制裁が行われた。
クリントン政権は18名の兵士を失ったソマリア内戦介入失敗を引きずり、大規模な外征を控えていたが、このミサイル攻撃を皮切りに強硬策を次々と打ち出す。同年12月にはイギリスと共にイラクをミサイル400発で攻撃（砂漠の狐）、翌年にはコソボ紛争に介入し、NATOを率いてユーゴスラビアを空爆した。
2006年1月8日にアメリカ軍が行ったソマリア南部空襲により、この事件の容疑者を含むアルカーイダのメンバー数名を殺害したと公表した。その後もアメリカ政府は事件に関与したとされるコモロ出身のファズル・アブダッラー・モハメドに500万USドルの懸賞金をかけ行方を追い、2011年6月7日にソマリア暫定連邦政府の警察組織によってモガディシオで射殺された。
2013年10月、爆破事件関与したナジ・アブドゥルハメド・ルカイを海軍特殊部隊がリビアにて拘束し、米ニューヨークに移送。2015年1月2日、肝がんにより病死。彼は同月12日に裁判を受ける予定だった。
2020年8月7日、爆破事件の首謀者の一人でアルカーイダのナンバー2となっていたアブ・ムハンマド・マスリが、テヘラン市内でイスラエル工作員2人に銃撃され死亡した。